# Eutropis tammanna
Eutropis tammanna — вид сцинкоподібних ящірок родини сцинкових (Scincidae). Ендемік Шрі-Ланки.

## Поширення і екологія
Eutropis tammanna мешкають на острові Шрі-Ланка. Вони живуть на плантаціх і в садах, на висоті до 200 м над рівнем моря.